# The Jamie Foxx Show
The Jamie Foxx Show est une série télévisée de sitcom américaine en cent épisodes de 30 minutes, diffusés entre le 28 août 1996 et le 14 janvier 2001 sur le réseau The WB.
Cette série est inédite dans tous les pays francophones.

## Fiche technique
Sauf indication contraire, les informations mentionnées dans cette section peuvent être confirmées par la base de données cinématographiques IMDb,  présente dans la section « Liens externes ».
- Titre original : The Jamie Foxx Show
- Réalisation : Shelley Jensen, Gerren Keith, Joel Zwick, Steve Zuckerman, Scott Baio, Amanda Bearse, Mark Cendrowski, Paul Miller, John Sgueglia, Debbie Allen, Art Dielhenn, John Bowab, Jamie Foxx, Jim Drake, Sheldon Epps et Bentley Kyle Evans
- Scénario : Bentley Kyle Evans, Jamie Foxx, Kenny Smith Jr., Cooper James, Kevin G. Boyd, Craig Davis, Kyra Keene, Janine Sherman Barrois, Bennie R. Richburg, Jr., Arthur Harris, Michael Carrington, Edward C. Evans, Mara Brock Akil, Sandy Frank, Andy Wiley, Rushion McDonald, Larry Wilmore et James R. Webb
- Photographie : Gary W. Scott
- Musique : Jamie Foxx et Bill Maxwell
- Casting : Deedee Bradley
- Montage : Marc Lamphear
- Décors : Leon A. King, Rick Gentz et Caitlin Blue
- Costumes : Valari Adams, Sandy Ampon et Stephanie Colin
- Production : Drew Brown et Cooper James
  - Producteur délégué : Bentley Kyle Evans, Jamie Foxx, Marcus King, Bennie R. Richburg, Jr., Josh Goldstein et Sandy Frank
  - Producteur associé : Susan Crank
  - Coproducteur : Edward C. Evans, Arthur Harris, Kevin G. Boyd, Rushion McDonald et Kenny Smith Jr.
  - Producteur supervisant : Michael Carrington, Mara Brock Akil et Larry Wilmore
- Sociétés de production : Bent Outta Shape Productions, Foxx-Hole Productions et Warner Bros. Television
- Société de distribution : Warner Bros. Television et Telepictures Distribution
- Chaîne d'origine : The WB
- Pays d'origine :  États-Unis
- Langue originale : anglais
- Genre : sitcom
- Durée : 30 minutes

## Distribution

### Acteurs principaux
- Jamie Foxx : Jamie King
- Garcelle Beauvais : Francesca Monroe
- Christopher B. Duncan : Braxton P. Hartnabrig
- Ellia English : Tante Helen King
- Garrett Morris : Oncle Junior King

### Acteurs récurrents
- Sulli McCullough : Mouse
- Alex Thomas : Phil
- Sherri Shepherd : Sheila Yarborough
- Susan Wood : Cameron
- Andy Berman : Dennis
- Rhona Bennett : Nicole Evans
- Blake Clark : Bob Nelson
- Karen Maruyama : Gloria
- Speedy : le barman
- Alan F. Smith : Silas
- Chris Spencer : Curtis
- Kellita Smith : Cherise
- Orlando Brown : Nelson
- Darryl Sivad : Clive
- Scott Atkinson : Hawkins

### Acteurs invités
- Gladys Knight : Janice King
- Mark Curry : Sergent Easy
- Gary Payton : lui-même
- Steve White : Kyle
- Ellis Williams : Freddy
- Gerald Levert : Charles Young
- Craig Thomas : Fred
- Ruth Buzzi : Juge Lekeisha Roshanda Jackson
- Ice Cube : lui-même
- Janet Hubert-Whitten : Edwina Dubois
- Phil Morris : Ron
- Clifton Powell : Mazi
- Rondell Sheridan : Dr Gilbert
- Kristoff St. John : Morris
- Mary J. Blige : Ola Mae
- Jo Marie Payton-Noble : Janice King
- Kevin Garnett : lui-même
- Method Man : lui-même
- Lawrence Taylor : lui-même
- Mack 10 : lui-même
- Vin Baker : lui-même
- Derek Fisher : lui-même
- Redman : lui-même
- Fred Williamson : lui-même
- WC : lui-même
- Shareef Abdur-Rahim : lui-même
- Chris Jagger : lui-même
- Charles Woodson : lui-même
- Bryon Russell : lui-même
- Cedric Ceballos : lui-même

## Épisodes

### Saison 1
1. Pilot
2. The Bad Seed
3. Burned Twice by the Same Flame
4. Who's Da Man?
5. We Finally Got a Piece of the Pie
6. And Bubba Makes Three
7. Stuck on You
8. Kiss & Tell
9. Seems Like Old Times
10. A Star is Almost Born
11. A Killer Ending
12. A Thanksgiving to Remember
13. I am What I Scam
14. I Do, I Didn't
15. Little Red Corvette
16. Act Like You Love Me
17. Westside
18. The Young and the Meatless
19. Set Up to Get Beat Down
20. Break Yourself, Fool
21. I've Fallen and I Won't Get Up
22. Save the Drama for Your Mama

### Saison 2
1. Freezer Burn
2. The Accused
3. The Employee Formerly Know as Prince
4. One Flew Over the County's Nest
5. Is She Is, or Is She Ain't
6. Do the Write Thing
7. Misery Love Company
8. Dog Pounded
9. Mo' Money, Mo' Problems
10. Traffic School Daze
11. Too Much Soul Food
12. Super Face Off
13. Soul Mate to Cellmate
14. Papa Don't Preach
15. Convent-ional Gifts
16. Passenger 187
17. Ain't Nothin' Happenin' Cap'n
18. It's All Good, Fellas
19. You Ain't Gotta Go Home, But…
20. The Afterschool Special
21. I'm Too Sexy For This Shoot
22. How Jamie Got His Groove Back

### Saison 3
1. Jamie Returns
2. Don't Hate the Player, Hate the Game
3. MEN-o-pause
4. Swing Out Sister
5. Is There a Doctor in the House
6. Guess Who's Not Coming to Dinner?
7. Just Don't Do It
8. We Got No Game
9. Lonesome Cow-Bro
10. Christmas Day-Ja Vu
11. Taps for Royal
12. Bro-Jack
13. Scareder Than a Mug
14. Where There's a Will, Go the Other Way
15. Uncle Junior's Cabin
16. Change of Heart
17. Fire and Desire: Part 1
18. Fire and Desire: Part 2
19. Always Follow Your Heart

### Saison 4
1. Just Fancy
2. Mr. Bo-Jingles
3. Poker Face
4. I Believe I Can Fly
5. Why Don't We Just Roll… Reversal
6. The Ugly Truth
7. Homie, Lover, Friend
8. Give Me Some Credit
9. Liar, Liar, Pants on Fire
10. Joy Ride
11. Get Up, Stand Up
12. Super Ego
13. Family Business
14. Friendly Fire
15. Home Suite Home
16. Behind the Jingle
17. Partner fo' Life
18. Hot Coco on a Cold Evening
19. Rollin' in the Dough
20. Musical Chairs
21. Jamie in the Middle
22. I Second That Demo-tion
23. Roadtrip: Part 1
24. Roadtrip: Part 2

### Saison 5
1. On Bended Knee
2. Double or Nothing
3. Serve No Wine Before I Get Mine
4. Shades of Gray
5. I'll Do It My Dammy.com
6. Candy Girl
7. Shakin' and Fakin'
8. If the Shoe Fits…
9. Cupid
10. Bachelor Party
11. East Side Story
12. Always and Forever